# Atrina oldroydii
Atrina oldroydii ist eine Muschel-Art aus der Familie der Steckmuscheln (Pinnidae). Sie kommt an den Küsten des Ostpazifiks von Südkalifornien bis nach Chile vor.

## Merkmale
Das gleichklappige, aufgeblähte Gehäuse ist dreieckig-schinkenförmig; es wird bis 36 cm lang. Es ist relativ breit im Verhältnis zur Länge (L/B-Verhältnis unter 2). Die Wirbel sind sehr klein und sitzen am Vorderende. Der Dorsalrand ist gerade, der Ventralrand nahe dem Vorderrand ist konkav gewölbt, zum Hinterende zu gerade bis leicht konvex gewölbt. Der Hinterrand ist weit gerundet und schräg vom Dorsalrand zum Ventralrand hin abfallend. Vom Wirbel zum hinteren Ventralrand verläuft mittig und gebogen ein deutlicheren Kiel. 
Die Perlmuttschicht reicht bis etwa drei Viertel der Gehäuselänge (vom Vorderrand aus gesehen). Der vordere Schließmuskel ist klein und länglich und sitzt unmittelbar am Vorderrand („Spitze“ des Gehäuses). Der hintere Schließmuskel ist sehr groß und querelliptisch. Er sitzt deutlich vom hinteren Rand entfernt in der Perlmuttschicht.
Die Schale ist vergleichsweise dick, durchscheinend, festwandig und schwer. Die Farbe variiert von hornbraun, braun bis schwarzgrau mit einzelnen rötlich braunen Partien. Die Oberfläche ist glänzend. Auf den drei Vierteln der Oberfläche vom Dorsalrand aus gesehen, sind rund 40 feine Längsrippen vorhanden, die durch mehr oder weniger kräftige Anwachsstreifen gekreuzt, und durch kräftige randparallele Vertiefungen in unregelmäßigen Abständen auch unterbrochen werden. Gelegentlich befinden sich auf den Rippen einige kurze, dreieckige Dornen. Meist verlieren sich die radialen Rippen auf dem letzten Viertel vor dem Hinterrand. Das Ventralfeld (letztes Viertel vor dem Ventralrand) zeigt dagegen nur grobe asymptotische Anwachsstreifen. 

### Ähnliche Arten
Atrina oldroydii hat nur schwache Rippen, die sich mit schwachen randparallelen Streifen kreuzen. Atrina texta hat ca. 30 sehr feine, weit auseinander stehende, gezähnelte Rippen, Atrina maura 9 bis 16 Rippen mit röhrenförmigen Stacheln.

## Geographische Verbreitung und Lebensraum
Das Verbreitungsgebiet reicht von Südkalifornien (San Pedro Bay, 33,7 ° N) und dem Golf von Kalifornien bis nach Chile (Antofagasta, 23,5 ° S).
Atrina oldroydii lebt senkrecht mit dem mit Byssus angehefteten Vorderrand nach unten im schlammigen Sediment von ca. 2 bis 160 Meter Wassertiefe.

## Taxonomie
Die Art wurde 1901 von William Healey Dall beschrieben. Sie ist heute allgemein als gültige Art anerkannt. Peter Schultz und Markus Huber stellen die Art zur Untergattung Servatrina Iredale, 1939. Die von Schultz und Huber vorgeschlagene Untergattungsgliederung von Atrina ist nicht allgemein akzeptiert.

## Belege